# Hoplia callipyge
Hoplia callipyge är en skalbaggsart som beskrevs av Leconte 1856. Hoplia callipyge ingår i släktet Hoplia och familjen Melolonthidae. Inga underarter finns listade i Catalogue of Life.